# Phosphate de fer(III)
Le phosphate de fer(III), phosphate ferrique ou orthophosphate de fer est un composé chimique du phosphore, de l'oxygène et du fer, de formule FePO4. C'est le sel ferrique (c'est-à-dire de fer(III)) de l'acide phosphorique. Ce corps chimique polymorphe de masse molaire 159,815 g/mol est présent dans la nature, notamment sous la forme des minéraux hétérosite et rodolicoïte (it).
Il existe aussi divers phosphates de fer(III) hydratés:
- le dihydrate dimorphe FePO4·2 H2O de masse molaire 186,85 g/mol représentés par les minéraux, la rare phosphosidérite monoclinique et la plus fréquente strengite orthorhombique,
- le trihydrate FePO4·3 H2O tétragonale (minéral koninckite (it)[9])
- le tétrahydrate FePO4·4 H2O.

## Présentation
L'enthalpie standard de formation du corps anhydre FePO4 équivaut à −1 297,5 kJ.mol-1. L'enthalpie de formation de FePO4. 2 H2O est plus exothermique avec −1 888,2 kJ.mol-1, l'enthalpie libre de formation correspondant à −1 657,7 kJ.mol-1, l'entropie molaire standard S0 171,3 J·K-1·mol-1 et la capacité thermique molaire Cp0 sous pression constante 180,5 J·K-1·mol-1.   
Ces corps chimiques faiblement toxiques sont notamment utilisés comme pesticide minéral du fait de leurs propriétés molluscicides , c'est-à-dire permettant de lutter de manière biologique contre les limaces et escargots, voire d'autres parasites de culture. Le phosphate ferrique stricto sensu, calciné à l'état anhydre, peut être vendu en granulé pour l'analyse chimique. Il est utilisé dans l'industrie pharmaceutique, voire comme produit phytosanitaire ou complément ferrique pour les plantes.
Mais ce pigment brun rouge, conférant une bonne résistance à la corrosion au cours des différents procédés de phosphatation où il est fixé à une surface métallique ferreuse, fer, fontes ou divers aciers, est aussi employé dans les peintures et pour la décoration des céramiques. Ce composé fortement incrusté sur les parois du pilier de fer de Delhi expliquerait notamment sa longévité millénaire à l'air libre. Il est aussi bien usité en revêtement collant par projection poudreuse, ou pour fixer des couches techniques de polymères ou de plastique à chaud, pour coller à froid des films ou matières plastiques, des textiles, des lames de bois ou de matériaux ligneux etc. sur les surfaces ferreuses, afin de les protéger ou en modifier les caractères esthétiques.  
Corps chimique modèle pour l'étude cristallographique, il sert également dans les batteries au lithium et autres accumulateurs d'énergie électrique. 

### Structures cristallographiques modèles
La forme la plus commune du phosphate de fer(III) adopte la structure de l'α-quartz dans laquelle les atomes de phosphore et de fer présentent une géométrie tétraédrique. À haute pression, la structure se transforme en une phase plus dense avec des centres de fer octaédriques. Deux autres structures cristallines orthorhombiques, ainsi qu'une phase monoclinique sont connues. 
Deux structures polymorphes caractérisent le composé dihydrate, les centres autour du Fe (III) sont octaédriques avec deux ligands eau en position cis.
Ce polymorphisme, soient quatre formes cristallines pour le corps anhydre et deux pour le corps dihydraté à température ambiante, explique les abondantes recherches sur ce matériau remplissant une fonction de cathode de batterie électrique. Le phosphate ferrique pur intervient dans la fabrication de phosphate de fer et de lithium, formant la cathode d'accumulateur spécifique. Le lithium des anodes de ces batteries migrent lors de l'emploi vers la cathode, initialement à l'état chargé composé de FePO4 anhydre et pur, cathode qui absorbe petit à petit les ions Li+ en se transformant en LiFePO4 après complète décharge.

### Fabrication chimique
L'orthophosphate de fer peut être précipité en solution aqueuse, après mélange d'un sel de fer et d'un phosphate alcalin de préférence en milieu basique. La réaction de l'hydroxyde de fer avec l'acide phosphorique convient aussi, avec un tampon en milieu basique
Fe(OH)3 aqueux + H3PO4 aqueux →  FePO4 précipité solide + 3 H2O
Il est possible de le préparer par mélange de solutions aqueuses de chlorure ferrique et d'hydrogénophosphate disodique. 
FeCl3 aqueux + Na2HPO4 aqueux →  FePO4 précipité + 2 NaClaqueux + HClaqueux
Pour se débarrasser des corps chimiques hydratés, un chauffage sous vide s'impose vers 140°C ou une petite calcination au four inerté à 240 °C.
Lorsque des phosphates provenant d'engrais solubles des champs se retrouvent dans l'eau ayant dissous des matières ferreuses, du phosphate de fer apparaît inexorablement, souvent sous forme de précipités solides. L'équilibre du couple rédox Fe2+ / Fe3+ est capitale en hydrologie : les eaux susceptibles d'eutrophisation sont à surveiller. Les sols en manque d'oxygène, en milieu anaérobie prolongée, peuvent libérer le phosphate de fer ordinairement insoluble ou très peu soluble. Si la réduction de Fe3+ en Fe2+ a lieu, le composé éventuellement hydraté de phosphate ferrique FePO4 se convertit en phosphate ferreux ou phosphate de fer(II) Fe3(PO4)2 plus facilement soluble, ce qui accroît la teneur eutrophisante des ions phosphates dans les eaux qui s'écoulent des cultures.

## Propriétés biologiques, toxicologie
Ingéré par les gastéropodes terrestres, c'est un des rares molluscicides qui provoque rapidement leur mort en bloquant leur mode d'alimentation.

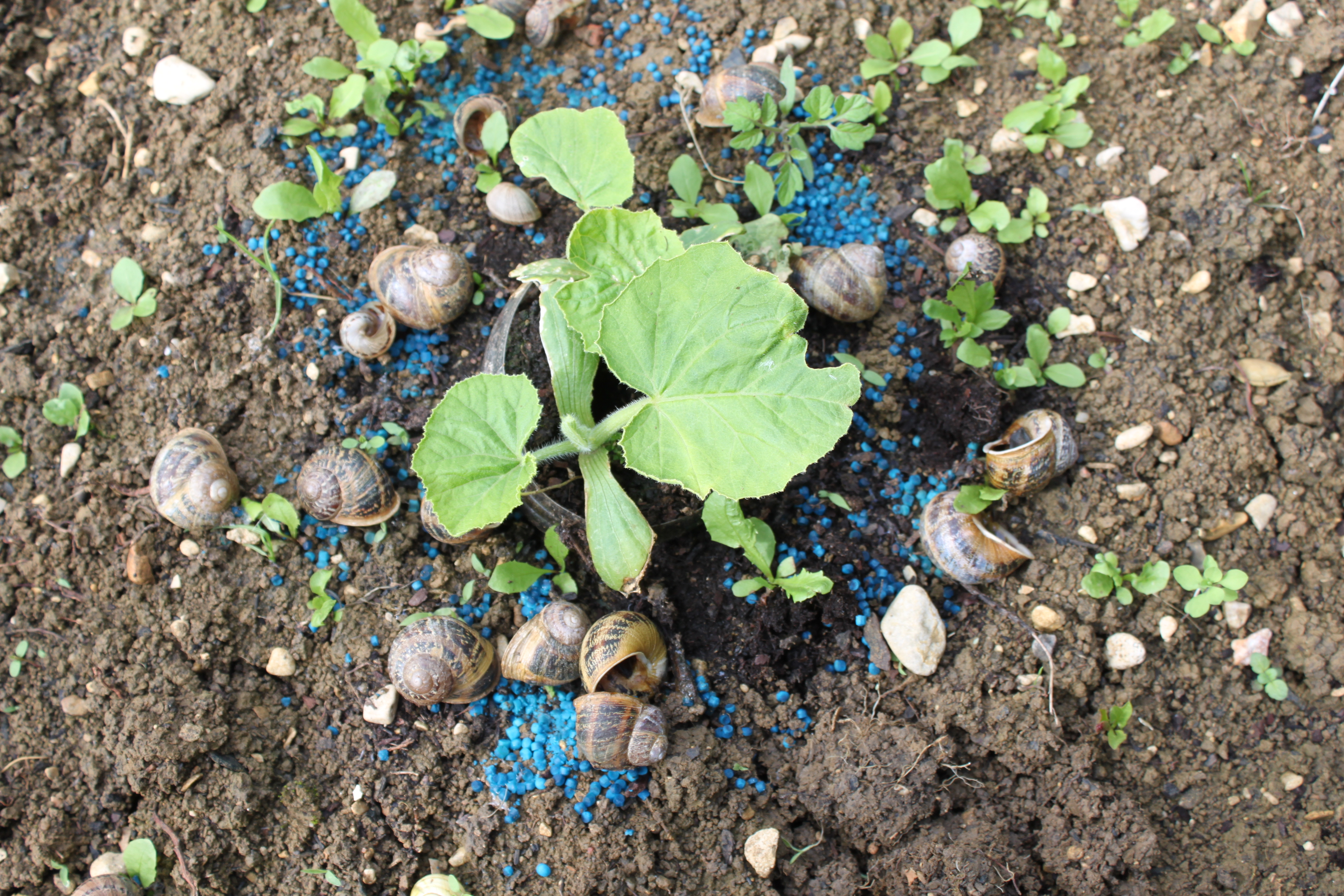
Cette photo montre des escargots empoisonnés par du métaldéhyde : avec le phosphate de fer, ils se seraient cachés avant de mourir. Faire des barrières est une mauvaise pratique.

D'origine naturelle, il n’est pas réputé toxique pour les vers de terre, les insectes et les oiseaux et n'a pas d'effets sur les hérissons et la plupart des animaux communs. Il est néanmoins irritant pour la peau, les voies respiratoires et plus particulièrement les yeux, ce qui nécessite des précautions d'emploi et une protection minimale par gants, masques et lunettes.
Le phosphate ferrique n'est pas autorisé en tant qu'additif alimentaire dans l'Union Européenne. En réalité, il ne l'est plus depuis que la directive 2002/46/EC l'a expressément banni en 2007. 

## Utilisation agrobiologique
Il est largement utilisé sous différentes formes, pour lutter contre les limaces et les escargots dans les jardins.
Utilisable en agriculture biologique, c'est un des seuls moyens curatif efficace de se prémunir contre les dégâts dans les jardins potagers et ornementaux. Les granules sont à base de phosphate ferrique, en incorporant toutefois un agent de chélation du fer tel que EDTA.